# Thorea flagelliformis
Thorea flagelliformis – gatunek krasnorostu z rodziny Thoreaceae.
Gatunek został po raz pierwszy opisany w 1872 przez Giovanniego Zanardini.
Występuje na Borneo.
Jest blisko spokrewniony z Thorea violacea.
Gatunek jest koloru jasnofioletowego. Gałązki są wyprostowane, gęsto ułożone między sobą.